# Aeroportul Reales Tamarindos
Aeroportul Reales Tamarindos (IATA: PVO, ICAO: SEPV) este un aeroport din Manabí⁠(d), Ecuador ce deservește zona Portoviejo.
Situat la o altitudine de 34 m, aeroportul dispune de o singură pistă.